# Panaspis thomasi
Panaspis thomasi är en ödleart som beskrevs av  Gustav Tornier 1904. Panaspis thomasi ingår i släktet Panaspis och familjen skinkar.
Artens utbredningsområde är Kenya. Inga underarter finns listade i Catalogue of Life.